# Liège-Bastogne-Liège
Liège-Bastogne-Liège, frequentemente chamada de La Doyenne ("a mais antiga"), é uma das cinco corridas clássicas monumentais do calendário de ciclismo de estrada profissional europeu e uma das 24 provas que atribuem pontos para o ranking mundial da UCI. A primeira edição era voltada para amadores e aconteceu em 1892. Em 1894 teve início a primeira edição voltada para os profissionais quando Leon Houa (que também venceu a edição 1892 como amador) obteve a vitória. Ela acontece na região das Ardenas na Bélgica, largando de Liège, seguindo até Bastogne e retornando à cidade de partida.
Liège-Bastogne-Liège fez parte do Taça do Mundo de ciclismo e é parte da chamada série de Clássicas Belgas de Ardenas, que inclui a La Flèche Wallonne, ambas organizadas pela Amaury Sport Organisation.  Em uma determinada época elas eram disputadas em dias consecutivos como o Le Weekend Ardennais. Somente sete ciclistas conseguiram vencer nas duas provas em um mesmo ano: o Suíço Ferdi Kübler por duas vezes (em 1951 e 1952), os Belgas Stan Ockers (1955) e Eddy Merckx (1972), os Italianos Moreno Argentin (1991) e Davide Rebellin (2004), Alejandro Valverde (em 2006 e 2017) e Philippe Gilbert (2011).
Em várias edições a prova foi afetada pelas difíceis condições do tempo. Em 1919, 1957 e 1980 ela foi disputada sob condições severas com baixas temperaturas e neve. Dois ciclistas dividiram a vitória da edição de 1957. Germain Derijcke foi o primeiro a cruzar a linha de chegada, mas como ele atravessou um cruzamento férreo fechado, o segundo colocado também foi promovido para a primeira posição. Derijcke não foi desclassificado pois havia ganho com uma vantagem de três minutos, então os juízes consideraram que ele não obteve esta vantagem por ter atravessado ilegamente o cruzamento férreo fechado.
A edição de 1980 é memorável por causa da neve que caiu desde o início da prova e levou os comentaristas a se referir a ela como neige-Bastogne-neige (neve-Bastogne-neve). Bernard Hinault atacou quando faltavam 80 km para o final e venceu com 10 minutos de vantagem.
Em 2017, o Liège-Bastogne-Liège Feminina foi inaugurado e adicionado ao UCI World Tour feminino, tornando-se o segundo dos monumentos do ciclismo a apresentar uma edição feminina após o Tour de Flandres em 2014. Em 2020, foi adicionado o terceiro 'monumento' feminino, Paris-Roubaix feminina, criando uma tríplice coroa de monumentos femininos.

## História

### Spa-Bastogne-Spa
Como muitas das clássicas do ciclismo, Liège–Bastogne Liège foi organizado pela primeira vez por um jornal franco-belga (L'Express). O percurso sempre permaneceu na parte sul da Bélgica, de língua francesa (e mais montanhosa), onde Liège e Bastogne estão localizadas.

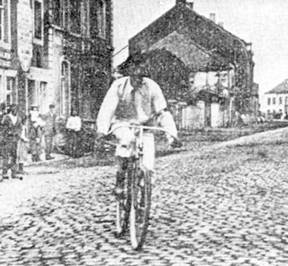
Léon Houa venceu as três primeiras edições da Liège–Bastogne–Liège no final do século XIX.

A prova teve a sua primeira corrida para amadores em 1892, de Spa a Bastogne e vice-versa, numa distância de 250 km. Como as bicicletas eram caras no final do século XIX, o ciclismo era considerado um desporto exclusivo dos ricos e o evento era considerado um “assunto de cavalheiros”. 33 ciclistas da Liège cycling union e do Pesant Club Liégois, todos belgas e a maioria deles de Liège, largaram. Apenas 17 terminaram. O ponto de viragem a meio do percurso foi a estação ferroviária de Bastogne, escolhida pela sua comodidade para os árbitros da prova. Alguns pilotos cansados abandonaram a corrida em Bastogne e apanharam o comboio de volta para Spa. Léon Houa, natural de Liège, venceu a corrida após 10 horas e 48 minutos na bicicleta. O segundo colocado, Léon Lhoest, entrou aos 22 minutos, o terceiro, Louis Rasquinet, aos 44 minutos. Os ciclistas continuaram chegando por mais cinco horas.
Houa venceu novamente no ano seguinte, no mesmo percurso, desta vez por meia hora. Em 1894 foi realizada a primeira corrida para profissionais, e a velocidade média passou de 23,3 km/h para 25 km/h. Houa obteve a terceira vitória, por sete minutos sobre Rasquinet. O francês Maurice Garin, que mais tarde se tornaria o primeiro vencedor do Tour de France, terminou em quarto lugar. Após as três edições inaugurais, a prova só foi organizada por mais 14 anos, após os quais às vezes era aberta apenas a amadores e semiprofissionais.
A corrida foi retomada em 1908, com largada e chegada em Liège pela primeira vez. A vitória foi do francês André Trousselier. Em 1909, o vencedor, Eugène Charlier, foi desclassificado por ter trocado de bicicleta e Victor Fastre foi declarado vencedor. O evento foi cancelado durante a Primeira Guerra Mundial, mas retomado em 1919. A corrida foi vencida principalmente por belgas, mas começou a atrair mais ciclistas da Flandres, a parte norte da Bélgica louca por bicicletas, que começaram a dominar o evento. O flamengo Alfons Schepers obteve três vitórias no período entre guerras.

### Clássica das Ardenas
Liège–Bastogne–Liège teve algumas interrupções durante a Segunda Guerra Mundial, mas voltou a ser uma referência no calendário a partir de 1945 e começou a atrair algumas das estrelas do ciclismo europeu. Em 1951 a prova foi agregada ao Challenge Desgrange-Colombo, competição que reunia as maiores provas do ciclismo da época. O suíço Ferdinand Kübler venceu a corrida em 1951 e 1952. O favorito belga Raymond Impanis tornou-se o eterno vice-campeão da corrida, com quatro segundos lugares, mas nunca uma vitória.
No final da década de 1950, Fred De Bruyne venceu a corrida três vezes nas três primeiras participações, igualando o recorde anterior de Houa e Schepers. Em 1957, dois ciclistas foram declarados vencedores. Germain Derijcke foi o primeiro a cruzar a linha de chegada, mas cruzou uma passagem de nível fechada. Derijcke venceu por três minutos de vantagem e os juízes consideraram que ele não ganhou tanto tempo cruzando ilegalmente a ferrovia, não o desqualificando. Os oficiais comprometeram-se a promover o segundo colocado, Frans Schoubben, ao primeiro lugar também. Em 1959, Liège–Bastogne–Liège tornou-se parte do Super Prestige, sucessor da competição Desgrange-Colombo e precursor do UCI World Tour, tornando o Ardennes Classic um dos principais eventos de ciclismo do ano.

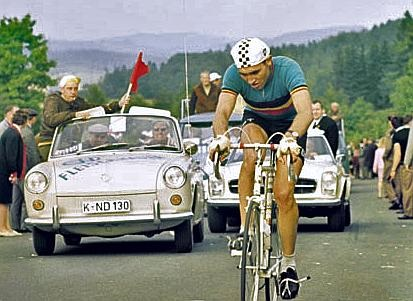
Recordista Eddy Merckx venceu Liège – Bastogne – Liège cinco vezes.

Em 1969 começou a era do ícone do ciclismo Eddy Merckx, que conquistou cinco vitórias, três das quais consecutivas, e um total de sete pódios. A corrida de 1971 foi disputada em condições terríveis, com neve e frio devastando o pelotão. Merckx obteve uma de suas vitórias mais memoráveis. O belga atacou sozinho a 92 quilómetros da chegada e logo teve uma vantagem de cinco minutos sobre os seus perseguidores. Numa rara exibição, sofreu um cansaço repentino perto do final e foi acompanhado por Georges Pintens. Pintens não conseguiu distanciar-se de um Merckx cansado, e Merckx conseguiu ultrapassar o seu compatriota belga para sua segunda vitória na clássica. Em 1972, a meta mudou para Verviers, a 15 km de Liège, mas devido ao protesto dos fãs, este final não se voltou a repetir. A edição foi novamente vencida pela Merckx. Em 1975, O Canibal selou sua quinta e última vitória, tornando-o o único recordista de La Doyenne.
O grande ciclista francês, Bernard Hinault venceu a corrida duas vezes, ambas em condições climáticas angustiantes. Em 1977, Hinault escapou tarde de um grupo de seis ciclistas, incluindo o vacilante Eddy Merckx; três anos depois, ele venceu a competição épica de 1980 em nevascas torrenciais e temperaturas glaciais (ver abaixo).
Na década de 1980, o especialista italiano em clássicos Moreno Argentin venceu a corrida quatro vezes, perdendo por pouco o recorde de Merckx. O argentino também conquistou três vitórias na clássica irmã, La Flèche Wallonne, o que lhe valeu o título de Rei das Ardenas na sua época.

### Final em Ans
Em 1990, o Pesant Club Liégeois fez parceria com a Société du Tour de France, organizadora das figuras de proa do ciclismo, o Tour de France e Paris–Roubaix. A parceria levou a uma organização mais profissional, resultando numa reformulação completa do percurso da corrida: a largada e a chegada foram transferidas para locais diferentes em Liège e foram incluídas cinco novas subidas.
No final da década de 1990, os italianos Michele Bartoli e Paolo Bettini deram continuidade à tradição de vitórias italianas em La Doyenne, com duas vitórias cada. Em 1997, Bartoli e Laurent Jalabert fizeram uma fuga decisiva na subida de La Redoute, a 40 km da chegada. Os dois ciclistas trabalharam juntos e Bartoli se separou do francês nas encostas íngremes do último quilómetro da corrida. Jalabert, especialista nas corridas das Ardenas, terminou em segundo lugar por dois anos consecutivos, mas não conseguiu vencer La Doyenne. Em 1999, Bartoli buscou a terceira vitória consecutiva, mas seu esforço foi frustrado pelo jovem belga Frank Vandenbroucke, que controlou a corrida e surpreendeu os seguidores com sua vitória.

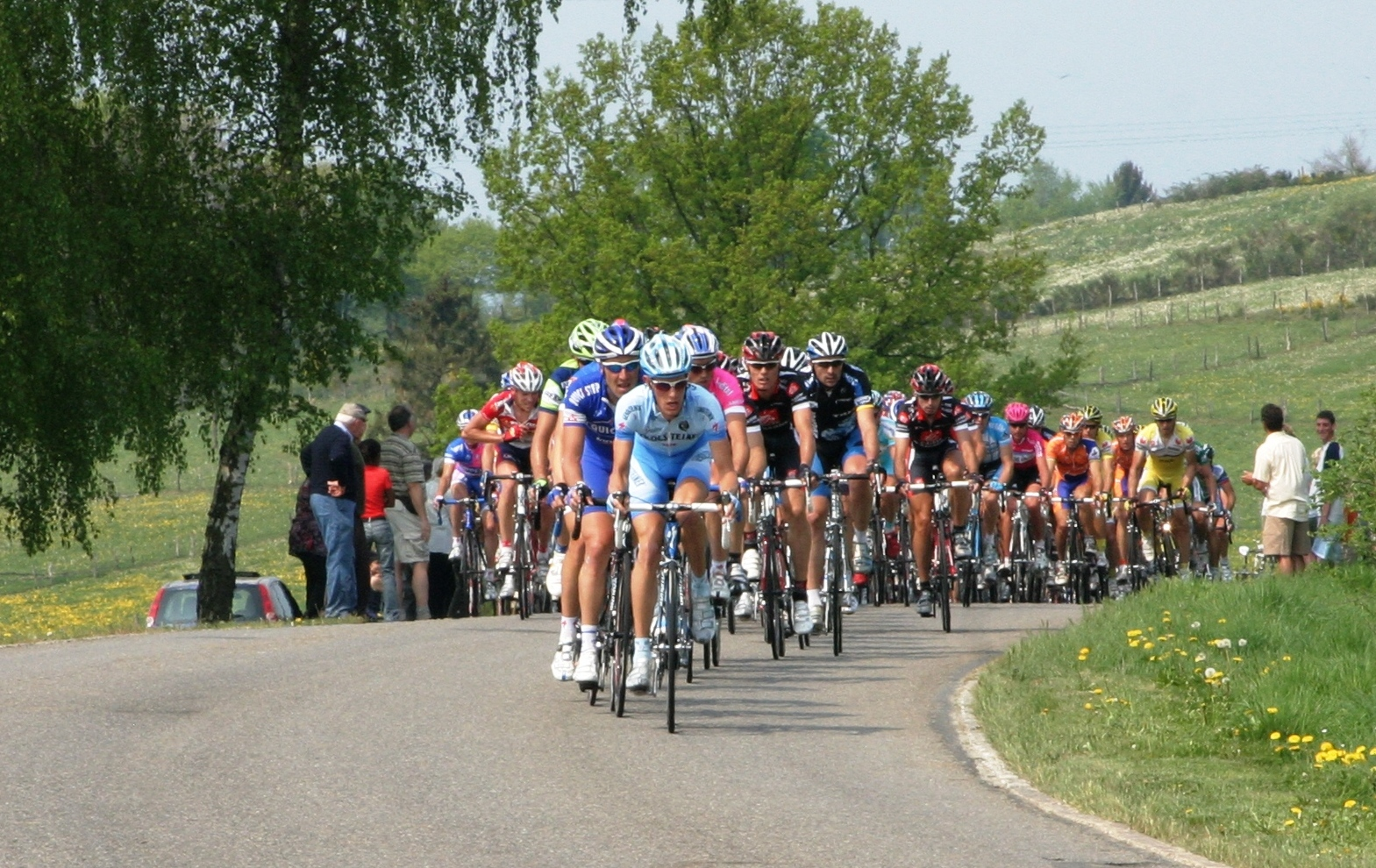
Pelotão em Liège–Bastogne–Liège de 2007, perto de Tavigny.

Em 2005, o cazaque Alexander Vinokourov e o alemão Jens Voigt separaram-se do pelotão a 80 km do final. Embora a fuga parecesse improvável no ciclismo moderno, os dois pilotos chegaram à linha de chegada à frente do pelotão, com Vinokourov vencendo Voigt no sprint.
Outras edições memoráveis foram as corridas de 2009 e 2010. Em 2009, o jovem luxemburguês Andy Schleck produziu uma fuga a solo para vencer a corrida. Em 2010, Alexander Vinokourov concluiu sua segunda vitória superando seu companheiro de fuga Alexander Kolobnev. A vitória foi controversa, não só porque Vinokourov tinha regressado recentemente ao ciclismo após uma suspensão por doping, mas também porque foi sugerido que ele tinha 'comprado' a vitória. A revista suíça L'Illustré publicou correspondência por e-mail entre o vencedor e o segundo colocado que sugere que Vinokourov pagou a Kolobnev € 100.000 para não disputar o sprint final. Ambos os pilotos foram posteriormente acusados de suborno pelas autoridades belgas.
Nos últimos anos, o versátil espanhol Alejandro Valverde venceu quatro vezes, todas vitórias no sprint de um seleto grupo na chegada..

## Percurso

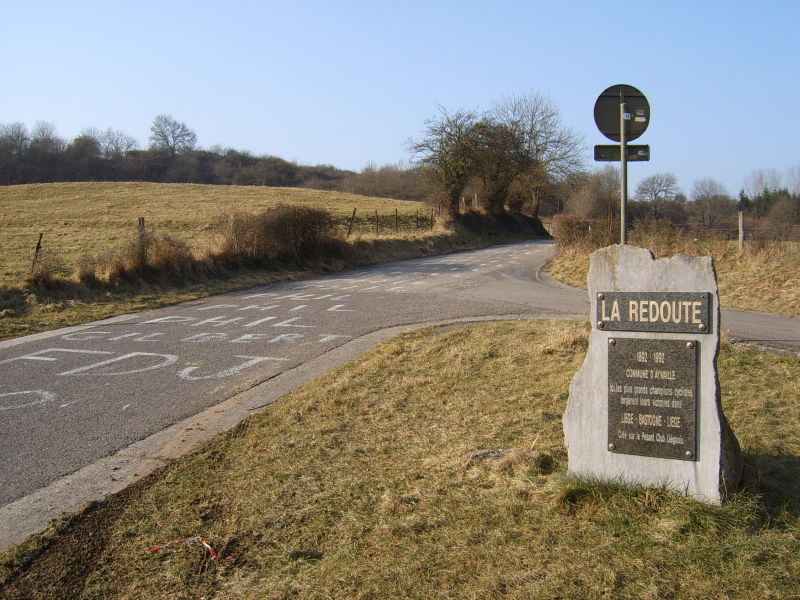
La Côte de "La Redoute"

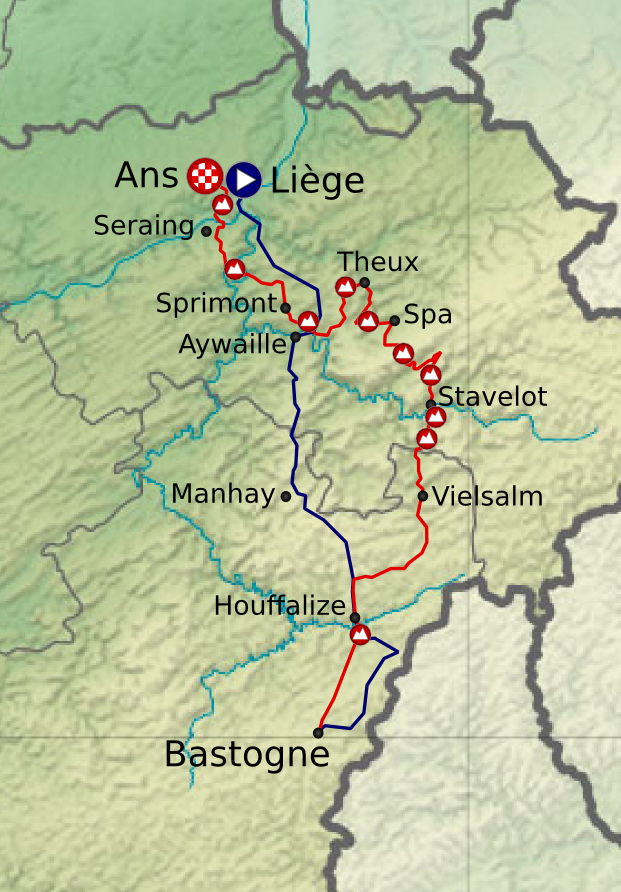
Mapa da edição de 2011.

### Percurso atual
A Liège–Bastogne–Liège atravessa as duas províncias orientais da Valônia, Liège e Luxemburgo, de norte a sul e vice-versa. Sua distância é mais ou menos fixa em 250–260 km. A corrida começa no centro de Liège, após o qual o percurso segue uma rota direta de 95 km em direção ao sul até Bastogne, e uma rota sinuosa de 163 km de volta a Liège.
A segunda metade do percurso contém inúmeras subidas, como Stockeu, Haute-Levée, La Redoute e Côte de la Roche-aux-Faucons, antes de terminar em Liège. Nos 15 km finais da corrida, o percurso faz uma transição notável das paisagens campestres e agrárias das Ardenas para o cenário urbano pós-industrial de Liège.

### Mudanças no percurso
Até 1991, a corrida terminava no centro da cidade de Liège. Em 1992, a linha de meta mudou para o subúrbio industrial de Ans, na zona noroeste da cidade. A íngreme Côte de Saint-Nicolas foi incluída nos quilômetros finais, juntamente com uma subida final até a chegada em Ans. A mudança implicou mudanças profundas no caráter da corrida, já que os escaladores com um forte sprint em subida nos últimos anos muitas vezes esperam até os trechos finais para lançar seu ataque final.
O percurso costuma sofrer pequenas alterações todos os anos, com algumas subidas ignoradas e outras adicionadas, mas o final tradicional contendo a Côte de La Redoute, Côte de la Roche-aux-Faucons e Côte de Saint-Nicolas foi uma presença constante durante 27 anos.
Em 2019, a linha de meta voltou para o centro de Liège, com uma corrida plana no final. Tanto a Côte de Saint-Nicolas como a subida final para Ans foram assim retiradas do percurso. A Côte de la Roche-aux-Faucons foi a subida final, a 15 km da chegada.

## Características da corrida

### Exigência

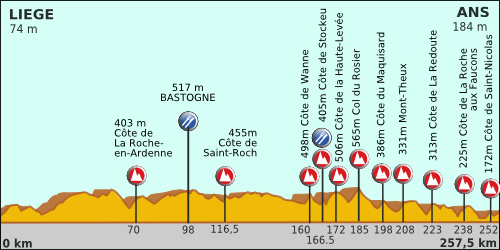
Perfil da edição de 2012

Liège–Bastogne–Liège é considerada uma das corridas de um dia mais árduas do mundo devido à sua extensão e sucessão de subidas íngremes. A cada edição, cerca de uma dúzia de subidas – variando em extensão, gradiente e dificuldade – são abordadas, oferecendo oportunidades de ataque. A revista britânica Cycling Weekly declarou:
Em termos puramente físicos, este é provavelmente a clássica mais difícil: as subidas são longas, a maioria delas também bastante íngremes, e surgem com frequência deprimente nos quilómetros finais.
O tetracampeão Moreno Argentin disse:
Os ciclistas que vencem em Liège são o que chamamos de fondisti – homens com um nível de resistência superior. [A subida de] La Redoute é como o Muro de Huy, pois deve ser enfrentada em ritmo acelerado, na frente do pelotão. A inclinação é de cerca de 14 ou 15 por cento e ocorre depois de 220 ou 230 quilômetros, então você não precisa ser um génio para descobrir o quão difícil ela é. Lembro que subíamos no máximo 39 x 21 – não é tão íngreme quanto o Mur de Huy. Muitos pilotos pensam erroneamente que você deve atacar na parte mais difícil, mas na realidade você castiga as pessoas na seção um pouco mais plana que vem depois disso.
Liège é uma corrida de prova por eliminação, onde é muito improvável que um fugitivo consiga decidir a corrida antes dos 100 km finais. Você precisa ser forte e ao mesmo tempo inteligente e calculista – nesse sentido, é um teste completo da habilidade de um ciclista.

### Subidas

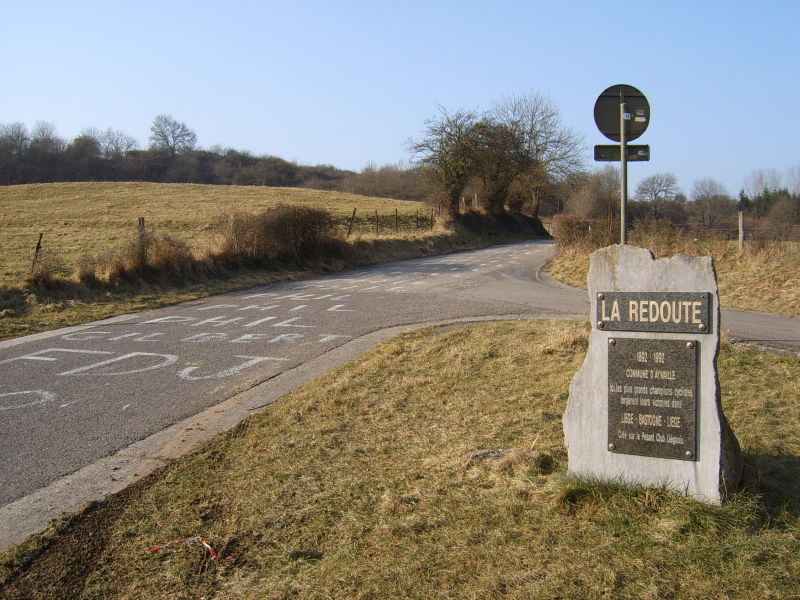
Sopé de Côte de La Redoute em Aywaille.

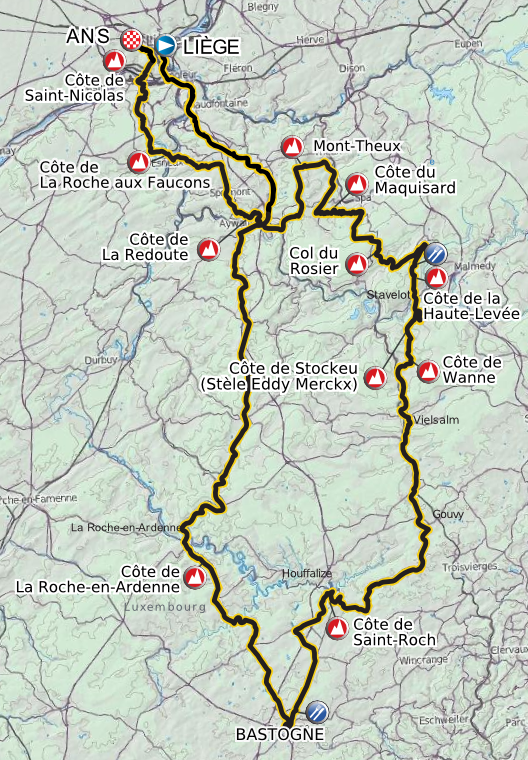
As subidas na edição de 2012

A colina mais icónica é a Côte de La Redoute, a subida de 2,0 km em Aywaille com uma inclinação média de 8,9% e inclinações superiores a 20%. Durante muito tempo, nas décadas de 1980 e 1990, La Redoute, a cerca de 40 km da chegada, foi o ponto de ruptura da corrida e muitas vezes o local onde foram lançadas fugas decisivas. Nos últimos anos, a subida parece ter perdido esse papel específico, já que muitos ciclistas conseguem acompanhar o ritmo da subida e os favoritos da corrida muitas vezes esperam até as últimas subidas da corrida para fazer um ataque.
No ciclismo moderno, como em muitas corridas de bicicleta, os troços decisivos evoluíram para as subidas finais do dia. A Côte de Saint-Nicolas é a última subida categorizada da prova, com o topo a 6 km da chegada em Ans. É uma subida íngreme e atípica porque não faz parte das colinas arborizadas das Ardenas, mas está localizada no meio dos subúrbios industriais de Liège, ao longo do rio Meuse. Em 2016, os organizadores inseriram a Côte de la Rue Naniot de 600 m de paralelepípedos seguindo a Côte de Saint-Nicolas, mas antes da chegada em Ans. No entanto, isso acabou sendo único, já que a corrida não utilizou a subida desde então.
Desde que a meta regressou a Liège em 2019, a Côte de Saint-Nicolas foi retirada do percurso e as subidas decisivas são mais uma vez a Côte de la Redoute, Côte des Forges e Côte de la Roche-aux-Faucons.
As mudanças de curso são frequentes de ano para ano. As subidas às vezes são cortadas ou outras incluídas. Estas são as subidas nas edições recentes:
| Nº | Nome                         | km    | Distância (m) | Inclinação | km para a meta |
| -- | ---------------------------- | ----- | ------------- | ---------- | -------------- |
| 1  | Côte de la Roche-en-Ardenne  | 75    | 2 800         | 6,2 %      | 181            |
| 2  | Côte de Saint-Roch           | 121   | 1 000         | 11,2 %     | 135            |
| 3  | Côte de Mont-le-Soie         | 161   | 1700          | 7,9 %      | 95             |
| 4  | Côte de Wanne                | 169,5 | 3600          | 5,1 %      | 86,5           |
| 5  | Côte de Stockeu              | 176   | 1000          | 12,5 %     | 80             |
| 6  | Côte de la Haute-Levée       | 181,5 | 3600          | 5,6 %      | 74,5           |
| 7  | Col du Rosier                | 194,5 | 4400          | 5,9 %      | 61,5           |
| 8  | Col du Maquisard             | 207   | 2500          | 5 %        | 49             |
| 9  | Côte de la Redoute           | 219   | 2000          | 8,9 %      | 37             |
| 10 | Côte des Forges              | 231   | 1300          | 7,8 %      | 25             |
| 11 | Côte de la Roche-aux-faucons | 241   | 1300          | 11 %       | 15             |

## Vencedores
| Ano                                                       | Vencedor                        | Segundo                | Terceiro               |
| --------------------------------------------------------- | ------------------------------- | ---------------------- | ---------------------- |
| 1892                                                      | Léon Houa                       | Léon Lhoest            | Louis Rasquinet        |
| 1893                                                      | Léon Houa                       | Michel Borisowski      | Charles Collette       |
| 1894                                                      | Léon Houa                       | Louis Rasquinet        | René Nulens            |
| 1895-1907 não disputadas                                  |                                 |                        |                        |
| 1908                                                      | André Trousselier               | Alphonse Lauwers       | Henri Dubois           |
| 1909                                                      | Victor Fastre                   | Eugène Charlier        | Paul Deman             |
| 1910 não disputada                                        |                                 |                        |                        |
| 1911                                                      | Joseph Van Daele                | Armand Lenoir          | Victor Kraenen         |
| 1912                                                      | Omer Verschoore                 | Jacques Coomans        | André Blaise           |
| 1913                                                      | Maurice Moritz                  | Alphonse Fonson        | Hubert Noel            |
| 1914-1918 não disputadas devido à Primeira Guerra Mundial |                                 |                        |                        |
| 1919                                                      | Léon Devos                      | Henri Hanlet           | Arthur Claerhout       |
| 1920                                                      | Léon Scieur                     | Lucien Buysse          | Jacques Coomans        |
| 1921                                                      | Louis Mottiat                   | Marcel Lacour          | Jean Rossius           |
| 1922                                                      | Louis Mottiat                   | Albert Jordens         | Laurent Seret          |
| 1923                                                      | René Vermandel                  | Jean Rossius           | Félix Sellier          |
| 1924                                                      | René Vermandel                  | Adelin Benoît          | Jules Matton           |
| 1925                                                      | George Ronsse                   | Gustaaf Van Slembrouck | Louis Eelen            |
| 1926                                                      | Dieudonné Smets                 | Joseph Siquet          | Alexis Macar           |
| 1927                                                      | Maurice Raes                    | Jean Hans              | Joseph Siquet          |
| 1928                                                      | Ernest Mottard                  | Maurice Raes           | Emile Van Belle        |
| 1929                                                      | Alphonse Schepers               | Gustave Hembroeckx     | Maurice Raes           |
| 1930                                                      | Hermann Buse                    | Georges Laloup         | François Gardier       |
| 1931                                                      | Alphonse Schepers               | Marcel Houyoux         | Jules Deschepper       |
| 1932                                                      | Marcel Houyoux                  | Léopold Roosemont      | Gérard Lambrechts      |
| 1933                                                      | François Gardier                | Roger Dewolf           | Albert Bolly           |
| 1934                                                      | Théo Herckenrath                | Mathieu Cardynaels     | Joseph Moerenhout      |
| 1935                                                      | Alphonse Schepers               | Frans Bonduel          | Louis Hardiquest       |
| 1936                                                      | Albert Beckaert                 | Gilbert Levae          | Jan-Jozef Horemans     |
| 1937                                                      | Éloi Meulenberg                 | Gustaaf Deloor         | Julien Heernaert       |
| 1938                                                      | Alfons Deloor                   | Marcel Kint            | Félicien Vervaecke     |
| 1939                                                      | Albert Ritserveldt              | Cyriel Van Overberghe  | Edward Vissers         |
| 1940-1942 não disputadas devido à Segunda Guerra Mundial  |                                 |                        |                        |
| 1943                                                      | Richard Depoorter               | Joseph Didden          | Stan Ockers            |
| 1944 não disputada devido à Segunda Guerra Mundial        |                                 |                        |                        |
| 1945                                                      | Jan Engels                      | Edward van Dijck       | Joseph Moerenhout      |
| 1946                                                      | Prosper Depredomme              | Albert Hendrickx       | Triphon Verstraeten    |
| 1947                                                      | Richard Depoorter               | Raymond Impanis        | Florent Mathieu        |
| 1948                                                      | Maurice Mollin                  | Raymond Impanis        | Louis Caput            |
| 1949                                                      | Camille Danguillaume            | Adolf Verschueren      | Roger Gyselinck        |
| 1950                                                      | Prosper Depredomme              | Jean Bogaerts          | Edward van Dijck       |
| 1951                                                      | Ferdi Kübler                    | Germain Derycke        | Wout Wagtmans          |
| 1952                                                      | Ferdi Kübler                    | Henri Van Kerckhove    | Jean Robic             |
| 1953                                                      | Alois De Hertog                 | Maurice Diot           | Raoul Rémy             |
| 1954                                                      | Marcel Ernzer                   | Raymond Impanis        | Ferdi Kübler           |
| 1955                                                      | Stan Ockers                     | Raymond Impanis        | Jean Brankart          |
| 1956                                                      | Fred De Bruyne                  | Richard Van Genechten  | Alex Close             |
| 1957                                                      | Germain Derycke Frans Schoubben |                        | Marcel Buys            |
| 1958                                                      | Fred De Bruyne                  | Jan Zagers             | Jozef Theuns           |
| 1959                                                      | Fred De Bruyne                  | Frans Schoubben        | Frans De Mulder        |
| 1960                                                      | Albertus Geldermans             | Pierre Everaert        | Jef Planckaert         |
| 1961                                                      | Rik Van Looy                    | Marcel Rohrbach        | Armand Desmet          |
| 1962                                                      | Jef Planckaert                  | Rolf Wolfshohl         | Claude Colette         |
| 1963                                                      | Frans Melckenbeeck              | Pino Cerami            | Vittorio Adorni        |
| 1964                                                      | Willy Bocklant                  | Georges Van Coningsloo | Vittorio Adorni        |
| 1965                                                      | Carmine Preziosi                | Vittorio Adorni        | Martin Van Den Bossche |
| 1966                                                      | Jacques Anquetil                | Victor Van Schil       | Willy In 't Ven        |
| 1967                                                      | Walter Godefroot                | Eddy Merckx            | Willy Monty            |
| 1968                                                      | Valere Van Sweevelt             | Walter Godefroot       | Raymond Poulidor       |
| 1969                                                      | Eddy Merckx                     | Victor Van Schil       | Barry Hoban            |
| 1970                                                      | Roger De Vlaeminck              | Frans Verbeeck         | Eddy Merckx            |
| 1971                                                      | Eddy Merckx                     | Georges Pintens        | Frans Verbeeck         |
| 1972                                                      | Eddy Merckx                     | Wim Schepers           | Herman Van Springel    |
| 1973                                                      | Eddy Merckx                     | Frans Verbeeck         | Walter Godefroot       |
| 1974                                                      | Georges Pintens                 | Walter Planckaert      | declarado vacante      |
| 1975                                                      | Eddy Merckx                     | Bernard Thévenet       | Walter Godefroot       |
| 1976                                                      | Joseph Bruyère                  | Freddy Maertens        | Frans Verbeeck         |
| 1977                                                      | Bernard Hinault                 | André Dierickx         | Dietrich Thurau        |
| 1978                                                      | Joseph Bruyère                  | Dietrich Thurau        | Francesco Moser        |
| 1979                                                      | Dietrich Thurau                 | Bernard Hinault        | Daniel Willems         |
| 1980                                                      | Bernard Hinault                 | Hennie Kuiper          | Ronny Claes            |
| 1981                                                      | Josef Fuchs                     | Stefan Mutter          | declarado vacante      |
| 1982                                                      | Silvano Contini                 | Alfons De Wolf         | Stefan Mutter          |
| 1983                                                      | Steven Rooks                    | Giuseppe Saronni       | Pascal Jules           |
| 1984                                                      | Sean Kelly                      | Phil Anderson          | Greg LeMond            |
| 1985                                                      | Moreno Argentin                 | Claude Criquielion     | Stephen Roche          |
| 1986                                                      | Moreno Argentin                 | Adri van der Poel      | Dag Erik Pedersen      |
| 1987                                                      | Moreno Argentin                 | Stephen Roche          | Claude Criquielion     |
| 1988                                                      | Adri van der Poel               | Michel Dernies         | Robert Millar          |
| 1989                                                      | Sean Kelly                      | Fabrice Philipot       | Phil Anderson          |
| 1990                                                      | Eric Van Lancker                | Jean-Claude Leclercq   | Steven Rooks           |
| 1991                                                      | Moreno Argentin                 | Claude Criquielion     | Rolf Sørensen          |
| 1992                                                      | Dirk De Wolf                    | Steven Rooks           | Jean-François Bernard  |
| 1993                                                      | Rolf Sørensen                   | Tony Rominger          | Maurizio Fondriest     |
| 1994                                                      | Evgeni Berzin                   | Lance Armstrong        | Giorgio Furlan         |
| 1995                                                      | Mauro Gianetti                  | Gianni Bugno           | Michele Bartoli        |
| 1996                                                      | Pascal Richard                  | Lance Armstrong        | Mauro Gianetti         |
| 1997                                                      | Michele Bartoli                 | Laurent Jalabert       | Gabriele Colombo       |
| 1998                                                      | Michele Bartoli                 | Laurent Jalabert       | Rodolfo Massi          |
| 1999                                                      | Frank Vandenbroucke             | Michael Boogerd        | Maarten den Bakker     |
| 2000                                                      | Paolo Bettini                   | David Etxebarria       | Davide Rebellin        |
| 2001                                                      | Oscar Camenzind                 | Davide Rebellin        | David Etxebarria       |
| 2002                                                      | Paolo Bettini                   | Stefano Garzelli       | Ivan Basso             |
| 2003                                                      | Tyler Hamilton                  | Iban Mayo              | Michael Boogerd        |
| 2004                                                      | Davide Rebellin                 | Michael Boogerd        | Alekszandr Vinokurov   |
| 2005                                                      | Alekszandr Vinokurov            | Jens Voigt             | Michael Boogerd        |
| 2006                                                      | Alejandro Valverde              | Paolo Bettini          | Damiano Cunego         |
| 2007                                                      | Danilo Di Luca                  | Alejandro Valverde     | Fränk Schleck          |
| 2008                                                      | Alejandro Valverde              | Davide Rebellin        | Fränk Schleck          |
| 2009                                                      | Andy Schleck                    | Joaquim Rodríguez      | Davide Rebellin        |
| 2010                                                      | Alekszandr Vinokurov            | Alexandr Kolobnev      | Philippe Gilbert       |
| 2011                                                      | Philippe Gilbert                | Fränk Schleck          | Andy Schleck           |
| 2012                                                      | Maxim Iglinsky                  | Vincenzo Nibali        | Enrico Gasparotto      |
| 2013                                                      | Daniel Martin                   | Joaquim Rodríguez      | Alejandro Valverde     |
| 2014                                                      | Simon Gerrans                   | Alejandro Valverde     | Michał Kwiatkowski     |
| 2015                                                      | Alejandro Valverde              | Julian Alaphilippe     | Joaquim Rodríguez      |
| 2016                                                      | Wout Poels                      | Michael Albasini       | Rui Costa              |
| 2017                                                      | Alejandro Valverde              | Daniel Martin          | Michał Kwiatkowski     |
| 2018                                                      | Bob Jungels                     | Michael Woods          | Romain Bardet          |
| 2019                                                      | Jakob Fuglsang                  | Davide Formolo         | Maximilian Schachmann  |
| 2020                                                      | Primož Roglič                   | Marc Hirschi           | Tadej Pogačar          |
| 2021                                                      | Tadej Pogačar                   | Julian Alaphilippe     | David Gaudu            |
| 2022                                                      | Remco Evenepoel                 | Quinten Hermans        | Wout van Aert          |
| 2023                                                      | Remco Evenepoel                 | Thomas Pidcock         | Santiago Buitrago      |
| 2024                                                      | Tadej Pogačar                   | Romain Bardet          | Mathieu van der Poel   |
| 2025                                                      |                                 |                        |                        |

### Múltiplas vitórias
Ciclistas no ativo assinalados em itálico.
| Vitórias | Ciclista                   | Edições                      |
| -------- | -------------------------- | ---------------------------- |
| 5        | Eddy Merckx (BEL)          | 1969, 1971, 1972, 1973, 1975 |
| 4        | Moreno Argentin (ITA)      | 1985, 1986, 1987, 1991       |
| 4        | Alejandro Valverde (ESP)   | 2006, 2008, 2015, 2017       |
| 3        | Léon Houa (BEL)            | 1892, 1893, 1894             |
| 3        | Alphonse Schepers (BEL)    | 1929, 1931, 1935             |
| 3        | Fred De Bruyne (BEL)       | 1956, 1958, 1959             |
| 2        | Louis Mottiat (BEL)        | 1921, 1922                   |
| 2        | René Vermandel (BEL)       | 1923, 1924                   |
| 2        | Richard Depoorter (BEL)    | 1943, 1947                   |
| 2        | Prosper Depredomme (BEL)   | 1946, 1950                   |
| 2        | Ferdinand Kübler (SUI)     | 1951, 1952                   |
| 2        | Joseph Bruyère (BEL)       | 1976, 1978                   |
| 2        | Bernard Hinault (FRA)      | 1977, 1980                   |
| 2        | Sean Kelly (IRL)           | 1984, 1989                   |
| 2        | Michele Bartoli (ITA)      | 1997, 1998                   |
| 2        | Paolo Bettini (ITA)        | 2000, 2002                   |
| 2        | Alexander Vinokourov (KAZ) | 2005, 2010                   |
| 2        | Remco Evenepoel (BEL)      | 2022, 2023                   |
| 2        | Tadej Pogačar (SLO)        | 2021, 2024                   |

### Vitórias por país
Atualizado após edição de 2024
| Vitórias | País                                           |
| -------- | ---------------------------------------------- |
| 61       | Bélgica                                        |
| 12       | Itália                                         |
| 6        | Suíça                                          |
| 5        | França                                         |
| 4        | Países Baixos · Espanha                        |
| 3        | Irlanda · Cazaquistão · Luxemburgo · Eslovênia |
| 2        | Dinamarca · Alemanha                           |
| 1        | Austrália · Rússia · Estados Unidos            |